# Costantino Nigra
Costantino Nigra, född 11 juni 1828, död 1 juli 1907, var en italiensk diplomat, från 1907 greve.
Nigra anställdes 1851 vid Sardiniens utrikesministerium och var från 1856 Cavours högt betrodde sekreterare. 1861 blev han Italiens sändebud i Paris, där han vann en inflytelserik ställning, från 1876 italiensk minister i Sankt Petersburg, från 1822 i London och slutligen 1885-1904 i Wien där han arbetade för trippelalliansens stärkande. Från 1890 var han senator.